# Cucut becgròs de la Hispaniola
El cucut becgròs de la Hispaniola (Coccyzus rufigularis) és una espècie d'ocell de la família dels cucúlids (Cuculidae) que habita el bosc dens de la Hispaniola i la Gonâve.